# Ernest D. Smith
Ernest D'Israeli Smith (Winona (en), Canada-Ouest, 8 décembre 1853 – 15 octobre 1948) est un homme d'affaires et un politicien canadien. Il est le fondateur de la compagnie agroalimentaire du même nom.